# Teatergrillen

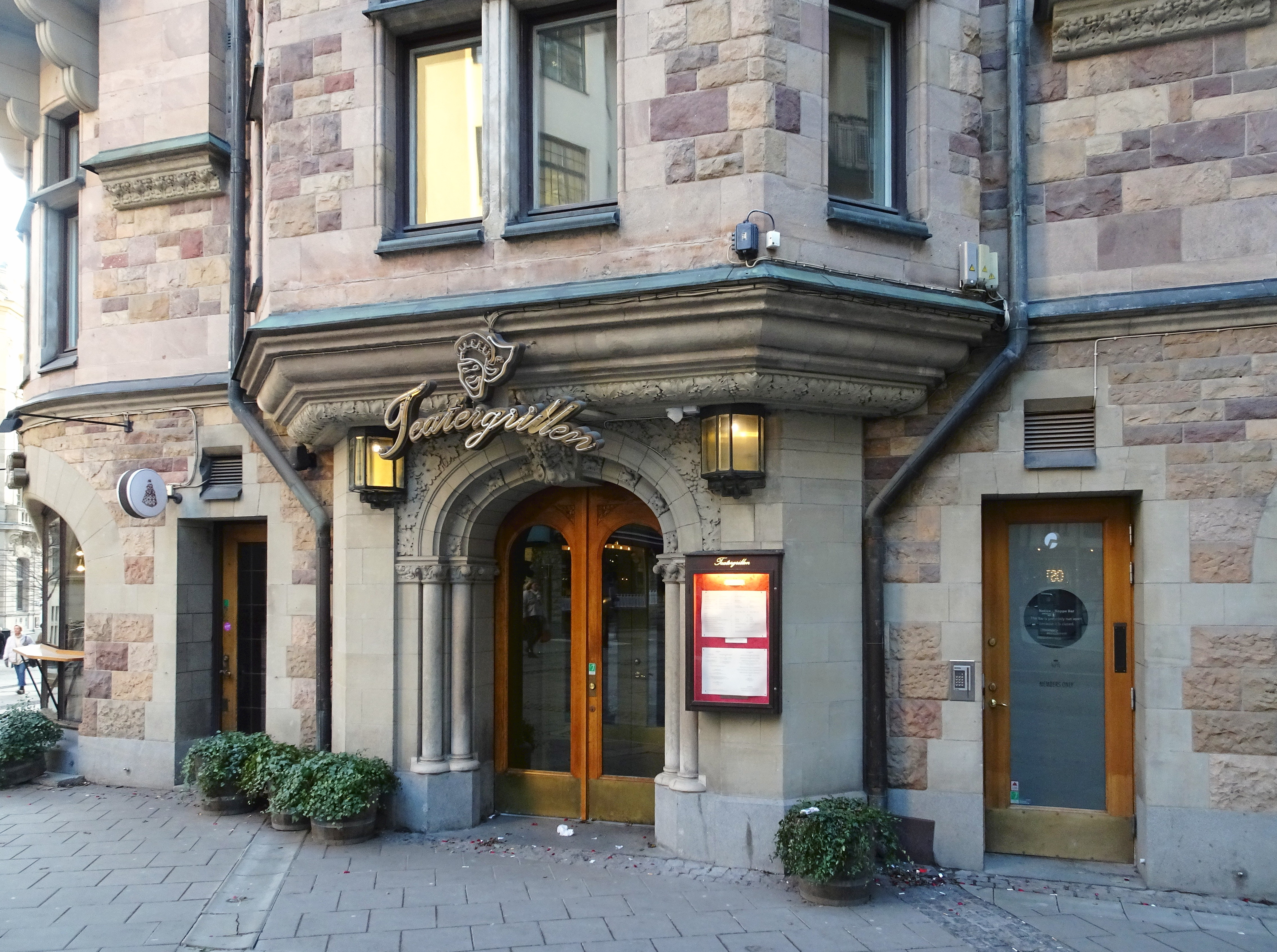
Teatergrillens entré (2020).

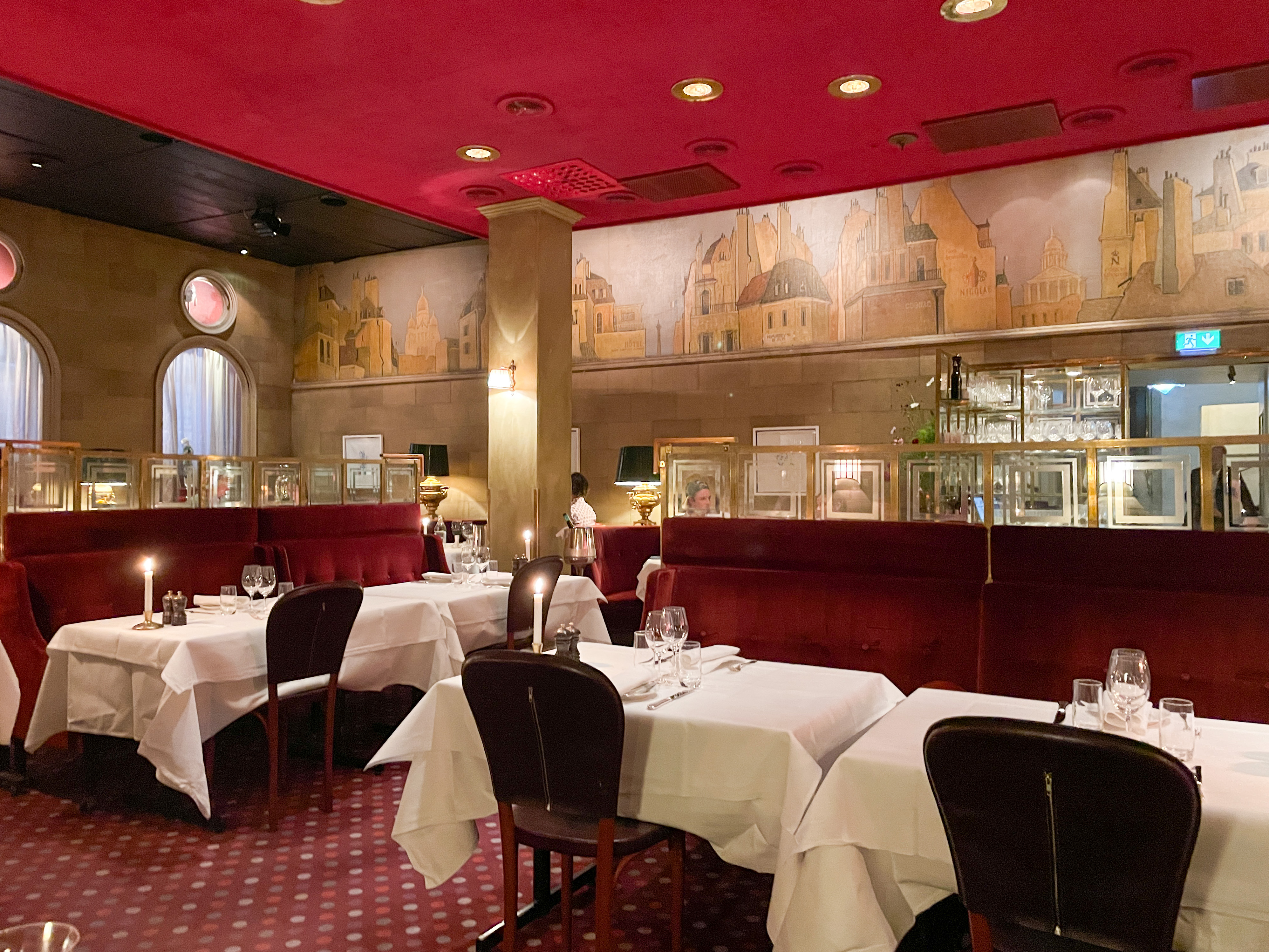
Teatergrillens matsal (2022).

Teatergrillen är en restaurang i kvarteret Matrosen vid Nybrogatan 3 vid Ingmar Bergmans plats i centrala Stockholm.
Restaurangen har fått sitt namn efter närheten till Dramaten. Hovtraktören Tore Wretman öppnade Teatergrillen år 1945. Yngve Gamlin gav den ny teaterinspirerad och omtalad inredning 1968, fortfarande nästan intakt.
Idag ingår restaurangen i koncernen Svenska Brasserier tillsammans med Riche, Sturehof, Sturehof Matmarknad, Taverna Brillo, Luzette, Gondolen, Riche Fenix, The Hills, Aira och Ulriksdals Värdshus.